# Макнаб, Фрэнк
Фрэнк Макнаб англ. Frank McNab или англ. MacNab (умер 29.04.1878, округ Линкольн, Территория Нью-Мексико, США) — американский ковбой и ганфайтер. Фрэнк Макнаб был одним из основателей «Регуляторов», окружного отряда, участвовавшего в Войне в округе Линкольн, и возглавил отряд после смерти Дика Брюэра. Погиб в ходе боевых действий Войны в округе Линкольн.

## Ранние годы

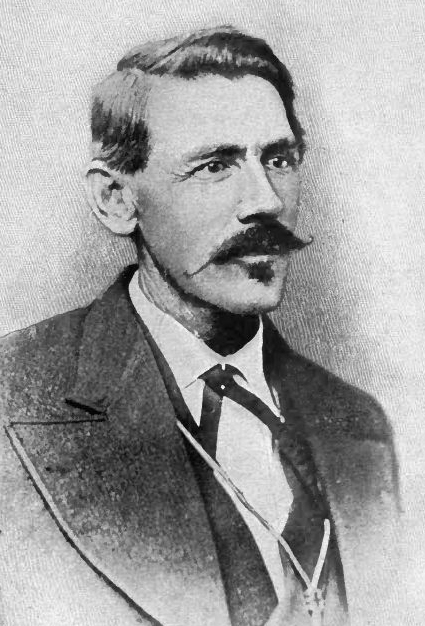
Джон Чизум

Шотландец по происхождению, Макнаб был детективом по розыску крупного рогатого скота, работавшим в компании Hunter, Evans & Company, которой руководил скотовод из Нью-Мексико Джон Чизум. Фактически работа Макнаба заключалась в преследовании и линчевании воров, крадущих скот Чизума. Хотя дата его рождения неизвестна, можно предположить, что на момент смерти Макнабу было от 24 до 28 лет, принимая во внимание средний возраст «Регуляторов» и его фотографии 1870-х годов, найденные в альбоме Салли Чизум, племянницы Джона Чизума.
В середине 1870-х Макнаб переехал в округ Линкольн, где вскоре устроился на работу к английскому предпринимателю Джону Танстеллу, который начал строить скотоводческое ранчо и нуждался в защите своего скота от нападений бандитов, нанятых его конкурентами, компанией «Мёрфи и Долан». В число людей, нанятых Танстеллом, входили также Билли Кид, Док Скарлок и Чарли Боудри. Экономически и политически округ на тот момент контролировался Лоренсом Мёрфи и Джеймсом Доланом, ирландскими предпринимателями, владеющими там единственным магазином. Их фирма имела сильных покровителей в лице губернатора штата и генерального прокурора Территории Нью-Мексико, которые были её поручителями. К тому же, охотно скупая краденый скот, они заполучили контракт на поставки мяса с правительством США. На стороне компании «Мёрфи и Долан» были банда Джесси Эванса и отряд ранчеров, известный как «Воины семи рек». Кроме того, Джеймс Долан подкупил представителей закона, в частности, шерифа Уильяма Брейди. Танстелл и его адвокат Александр Максуин были противниками их альянса.
18 февраля 1878 года Танстелл был по случайности застигнут без охраны членами банды Эванса, подосланными шерифом Брейди, и убит Биллом Мортоном и Томом Хиллом. Долан и Брейди предполагали, что устранение конкурента сразу снимет проблему, но этот инцидент развязал Войну в округе Линкольн.

## Война в округе Линкольн

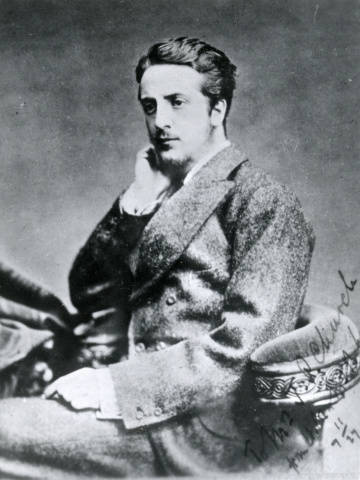
Джон Танстелл, 1875

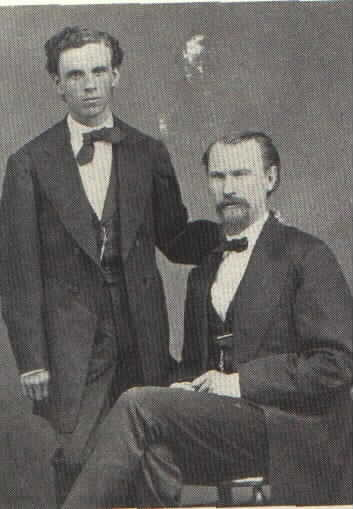
Лоренс Мёрфи (справа) и Джеймс Долан, 1870-е

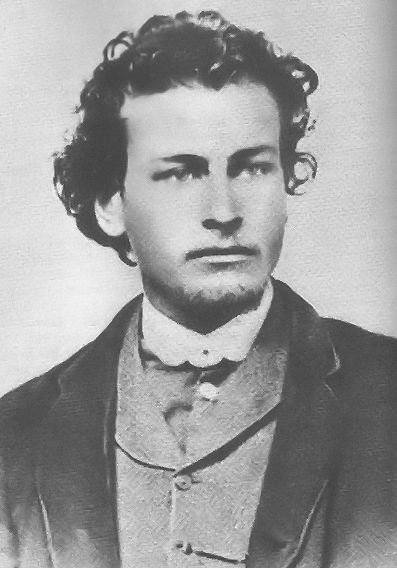
Дик Брюэр, первый главарь «Регуляторов», около 1875

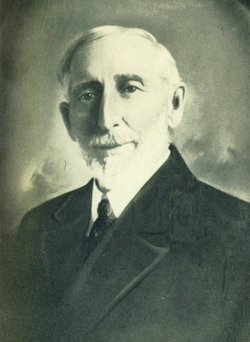
Фрэнк Коу, один из «Регуляторов», 1930

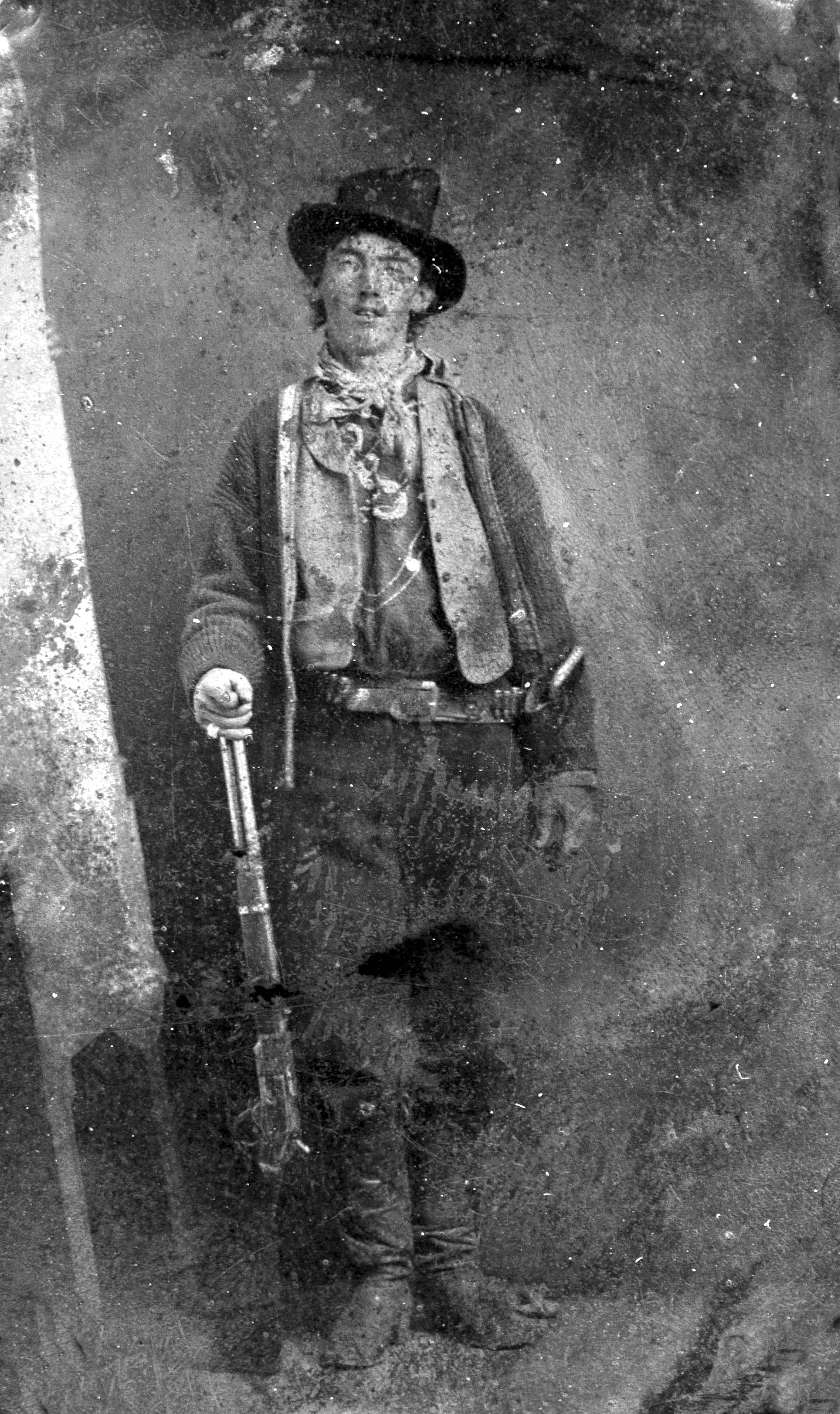
Билли Кид, один из «Регуляторов», около 1880

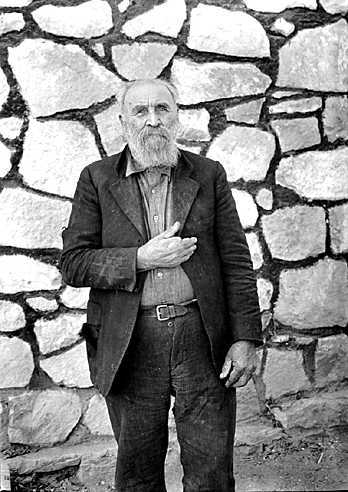
Джордж Коу, один из «Регуляторов», 1934

Люди Танстелла обратились к мировому судье Уилсону, который выписал ордера на арест виновных. Констебль Мартинес вместе с Билли Кидом и Фредом Уэйтом отправились к Долану, но находившийся там Брейди отказался выдать своих людей, более того, он арестовал Мартинеса, Кида и Уэйта. Мартинеса он отпустил через пару часов, а Уэйта и Кида — спустя двое суток. После этого ковбои Танстелла, уже не надеясь на помощь закона, объединились в отряд «Регуляторы» (англ. Regulators), для того чтобы отомстить убийцам. Основными бойцами отряда были Дик Брюэр, Билли Кид, Док Скарлок, Чарли Боудри, Хосе Чавес-и-Чавес, «Грязный Стив» Стивенс, Джон Миддлтон, Фрэнк Макнаб, Генри Ньютон Браун, Том О'Фолльярд и двоюродные братья Джордж и Фрэнк Коу. Юридически группа была создана как помощники мирового судьи Уилсона. Брюэр возглавил отряд, поскольку был самым опытным.
Известно, что Макнаб присутствовал 8 или 9 марта 1878 года при убийстве «Регуляторами» членов банды Джесси Эванса Уильяма Мортона и Фрэнка Бейкера. Кроме того, убийство члена отряда «Регуляторов» Уильяма Макклоски у Блэкуотер-Крик 9 марта 1878 года приписывается именно Макнабу.
Шериф Брейди обратился за помощью к генеральному прокурору Территории Нью-Мексико Томасу Бентону Катрону, с просьбой «положить конец этой анархии». Катрон передал запрос губернатору Сэмюэлю Б. Акстеллу. Губернатор постановил, что Джон Уилсон, мировой судья, был незаконно назначен уполномоченными округа Линкольн, и, таким образом, действия «Регуляторов», ранее считавшиеся законными, теперь таковыми не считаются. На практике постановление означало, что шериф Брейди и его люди теперь признаются единственными сотрудниками правоохранительных органов округа Линкольн.
1 апреля шериф Брейди с четырьмя помощниками шёл по главной улице Линкольна, когда из-за забора магазина Танстелла прогремели выстрелы. Считается, что в нападении участвовали Джим Френч, Фрэнк Макнаб, Джон Миддлтон, Фред Уэйт, Генри Браун, Билли Кид и, возможно, Хосе Чавес-и-Чавес. Брейди был убит на месте, получив около дюжины огнестрельных ранений, заместитель шерифа Джордж У. Хиндман — смертельно ранен. Помимо этого, в перестрелке был ранен случайной пулей судья Уилсон, мирно работавший возле своего дома.
Спустя три дня произошла новая стычка. «Регуляторы» приехали в поселение Блейзерс-Милл, намереваясь пообедать в местном ресторане. В это время там же появился член банды Эванса Эндрю «Картечь» Робертс. «Регуляторы», имея численное превосходство тринадцать против одного, атаковали его, полагая, что легко с ним справятся. В перестрелке Робертс убил Дика Брюэра, ранил Скарлока, Кида, Миддлтона и Джорджа Коу и контузил Боудри, однако сам был ранен Джорджем Коу и Чарли Боудри. «Регуляторы» отступили, но Робертс вскоре умер от полученных ран.
Брюэра во главе «Регуляторов» заменил Фрэнк Макнаб.

## Смерть
29 апреля 1878 года Макнаб, Эб Сондерс и Фрэнк Коу направлялись на ранчо братьев Коу. В девяти милях от Линкольна они остановились на ранчо Эмиля Фрица, чтобы передохнуть, но попали в засаду банды Джесси Эванса и «Воинов семи рек» под командованием заместителя шерифа Джорджа Пеппина. Лошади под Макнабом, Коу и Сондерсом были застрелены. Фрэнк Макнаб, раненый, вскарабкался по склону оврага и попытался бежать, но ковбой по имени Мануэль «Индеец» Сеговия догнал его и застрелил из дробовика. Фрэнк Коу сдался после продолжительной перестрелки и был доставлен в тюрьму Линкольна. Эб Сондерс был тяжело ранен в бедро, рану посчитали смертельной и оставили его на ранчо Фрица.

## Последствия убийства Макнаба
Утром 30 апреля 1878 года, на следующий день после убийства Макнаба, Джордж Коу ранил члена банды «Воинов семи рек» «Голландца Чарли» Крулинга в Линкольне. Кроме того, «Воины семи рек» Том Грин, Чарльз Маршалл, Джим Паттерсон и Джон Гэлвин были убиты в этот день в Линкольне, и хотя в нападении обвиняли «Регуляторов», это так и не было доказано.
Фрэнк Коу сбежал из-под стражи через некоторое время после ареста, предположительно, с помощью заместителя шерифа Уоллеса Олинджера, который дал ему пистолет.
После смерти Фрэнка Макнаба Док Скарлок стал третьим и последним лидером «Регуляторов». 14 мая 1878 года он повёл отряд из 18-20 человек, в который входили в том числе Билли Кид, Боудри и Джордж Коу, на скотоводческое ранчо Долана-Райли в поисках причастных к убийству Макнаба. По словам Райли, они угнали двадцать шесть лошадей и двух мулов, убили пастуха по имени Уэйр; индейца-навахо, работавшего на ранчо поваром; и 15-летнего мальчика по имени Джонни. Один источник утверждает, что они захватили Мануэля «Индейца» Сеговию, но он был застрелен при попытке к бегству Билли Кидом и Хосе Чавесом. Фактически после этого рейда «Регуляторы» потеряли последнюю поддержку представителей закона в лице шерифа Джона Коупленда. Коупленд был отстранён от должности губернатором и заменён Джорджем Пеппином, ставленником Долана.